# Sofja Michailowna Perejaslawzewa

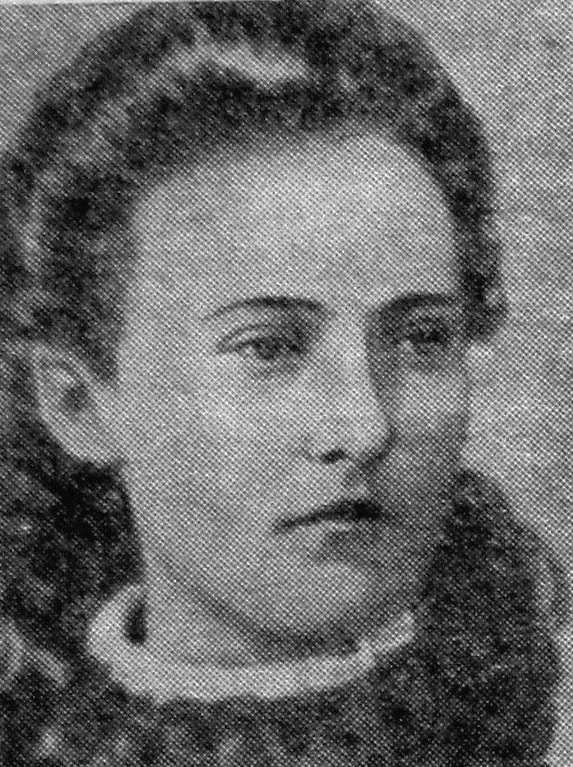
Sofja Michailowna Perejaslawzewa

Sofja Michailowna Perejaslawzewa (russisch Софья Михайловна Переяславцева; * 5. Septemberjul. / 17. September 1849greg. in Woronesch; † 18. Novemberjul. / 1. Dezember 1903greg. in Odessa) war eine russische Zoologin. Sie war weltweit die zweite Frau, die eine wissenschaftliche Einrichtung leitete, nach Jekaterina Woronzowa-Daschkowa, die die St. Petersburger Akademie der Wissenschaften geleitet hatte.

## Leben
Die Offizierstochter Perejaslawzewa aus einer Adelsfamilie besuchte das Kursker Gymnasium mit Abschluss 1869. Sie veröffentlichte 1872 ihre ersten zwei Studien über Wimpertierchen in Charkow und Schmetterlinge im Gouvernement Woronesch. Das Studium an der Universität Zürich schloss sie mit ihrer Dissertation Vorläufige Mittheilungen über die Nase der Fische über Struktur und Form des Geruchssinns bei Fischen 1875 als Dr. phil. ab. Sie kehrte 1876 zurück und lebte in St. Petersburg.
Auf Vorschlag des Zoologen der Kaiserlichen Neurussischen Universität in Odessa Alexander Kowalewski leitete Perejaslawzewa von 1881 bis 1891 die Biologische Station Sewastopol als Nachfolgerin des Zoologen Wassili Uljanin.
In den folgenden Jahren arbeitete Perejaslawzewa in der Station biologique de Roscoff und der Zoologischen Station Neapel. In Neapel untersuchte sie den Ringelwurm Nerilla antennata. Sie beschrieb etwa 40 neue Wirbellose-Arten, darunter:
- Acrorhynchus spiralis (Pereyaslawzewa, 1892)
- Ceratopera paradoxa (Pereyaslawzewa, 1892)
- Convoluta albomaculata (Pereyaslawzewa, 1892)
- Convoluta hipparchia Pereyaslawzewa, 1892
- Convoluta variabilis (Pereyaslawzewa, 1892)
- Macrostomum gracile Pereyaslawzewa, 1892
- Macrostomum megalogastricum Pereyaslawzewa, 1892
- Paulodora dolichocephala (Pereyaslawzewa, 1892)
- Promesostoma bilineatum Pereyaslawzewa, 1892
- Sopharynx oculatus (Pereyaslawzewa, 1892)
- Trigonostomum mirabile (Pereyaslawzewa, 1892)
- Trigonostomum piriforme Pereyaslawzewa, 1892

Perejaslawzewa lehrte 1903 an der Kaiserlichen Neurussischen Universität in Odessa.

## Ehrungen, Preise
- K.-F.-Kessler-Preis (1883) für die Monographie über Strudelwürmer
- J.-K.-Freimut-Kandinski-Preis (1902) für die Studie über die embryonale Entwicklung des Skorpions[3]